# Storia del Football Club Pro Vercelli 1892
La storia della Pro Vercelli è la storia della principale squadra di calcio di Vercelli, capace di conquistare sette scudetti tra il 1908 e il 1922, anche se manca dalla massima serie dal 1935. Dopo un'assenza di oltre sessant'anni (vi mancava dal 1948), nel 2012 la Pro Vercelli conquistò la promozione in Serie B.

## Le origini
La Società Ginnastica Pro Vercelli nacque nel 1887, ma si affiliò alla Federazione Ginnastica d'Italia l'11 luglio 1892. Nel 1903, ad opera di Marcello Bertinetti, istituì anche una sezione per il calcio. Il colore delle maglie era il bianco, abbinato a calzoncini neri: la divisa divenne caratteristica (il soprannome dei giocatori era ed è ancora oggi Bianche Casacche) e fu onorata, più avanti, da squadre come lo Spezia, che adottò lo stesso stile per la sua divisa ufficiale, dal Derthona e, soprattutto, dalla Nazionale, che disputò le sue prime due gare in bianco, data l'assenza, per squalifica, proprio dei giocatori due volte campioni d'Italia (nel 1908 e nel 1909). A capo del club vi era l'avvocato penalista Luigi Bozino, prima vera figura di dirigente illuminato e avanti "anni luce" del calcio italiano, che rimase a guida delle società per trent'anni, in pratica sino alla sua morte. Nel 1906 la Pro Vercelli si unì alla F.I.F. (oggi F.I.G.C.) e disputò il suo primo campionato, in Seconda Categoria, venendo eliminata dalla squadra riserve della Juventus di Torino.

## L'approdo in massima divisione e i primi scudetti

### 1907: la vittoria del campionato di Seconda Divisione

Carlo Rampini, talentuoso attaccante che vinse cinque scudetti con la Pro Vercelli.

Nonostante l'esordio non favorevole, già l'anno successivo il piccolo club mostrò grandi progressi, riuscendo a vincere il campionato di Seconda Categoria e ottenendo il diritto di partecipare alla massima divisione dell'epoca.
Nel frattempo, negli ultimi mesi del 1907, il calcio italiano andò incontro ad importanti cambiamenti, dovuti alla decisione della FIF di italianizzare a forza il campionato, escludendovi i giocatori stranieri che pure avevano fondato il gioco in Italia. La scelta della Federazione colpì duramente i Football Club, e diede largo spazio alle Unioni Sportive e Ginniche che, più deboli in quanto non dirette dai maestri albionici, erano però usualmente formate completamente da atleti italiani, e fino ad allora si erano interessate maggiormente al parallelo campionato organizzato dalla Federazione Ginnica. All'assemblea del 20 ottobre 1907, dunque, il presidente della Doria, Oberti, presentò un ordine del giorno con cui proponeva di dividere il campionato creando una competizione parallela a quella italiana, che fosse riservata agli stranieri:
All'approvazione di tale ordine del giorno, la reazione dei Club classici fu durissima, sfociando addirittura nel ritiro dal torneo, nonostante i tentativi di ricomposizione da parte della Federazione.
Nella stagione 1908 si disputarono quindi ben due campionati, uno federale, aperto anche agli stranieri, e uno italiano, rivolto soltanto agli italiani. Così riassumeva le assemblee federali che portarono a scindere in due il campionato il quotidiano torinese La Stampa:
(La Stampa del 2 dicembre 1907, p. 4, citato in Chiesa, p. 19.)
La Pro Vercelli per la stagione 1908 si iscrisse al Campionato Federale di Seconda Categoria e al Campionato italiano di Prima Categoria.

### 1908: il primo scudetto
Tra gennaio e febbraio 1908, la prima squadra della Pro Vercelli fu impegnata nella disputa del campionato federale di Seconda Categoria. Eliminata la squadra riserve della Juventus con un netto 5-1 nell'eliminatoria piemontese, nel girone finale la Pro Vercelli prevalse sull'Ausonia e sulla squadra riserve della Doria, aggiudicandosi il Campionato Federale di Seconda Categoria 1908.
A marzo cominciò il Campionato Italiano di Prima Categoria 1908. Al debutto in massima divisione la squadra piemontese seppe imporsi e riuscì nell'impresa di vincere immediatamente il campionato italiano, battendo nelle eliminatorie regionali la Juventus e superando in finale, in un triangolare, la U.S. Milanese e i genovesi dell'Andrea Doria. Il 2 maggio 1908, espugnando il campo dell'U.S. Milanese (diretta contendente per il titolo) i bianchi si aggiudicarono matematicamente il primo, storico titolo e la Coppa Romolo Buni ad esso abbinata. A favorire l'impresa contribuì almeno in parte la decisione da parte della federazione di escludere dal campionato italiano i giocatori stranieri, che furono dirottati a giocare un campionato parallelo a quello italiano, detto federale, sempre organizzato dalla FIF ma successivamente disconosciuto.

### 1909: il secondo scudetto
Nel Campionato Federale di Prima Categoria 1909 la Pro Vercelli si confermò campione d'Italia, sconfiggendo nell'ordine il Torino, il blasonato Genoa e, infine, nella doppia finale, l'U.S. Milanese e vincendo così il Campionato Federale di Prima Categoria; la squadra vercellese poté così annoverare nel suo palmarès la Coppa Zaccaria Oberti abbinata alla vittoria del campionato.
Nel parallelo "Campionato italiano" di Prima Categoria, che metteva in palio la Coppa Romolo Buni e vinto dai bianconeri juventini, invece, diede forfait nelle eliminatorie piemontesi contro la Juventus, permettendole di accedere alla fase nazionale. Alla fine, però, sarà solo il campionato vinto dai vercellesi ad essere riconosciuto come valido per il titolo di "Campione d'Italia".
Tra gli artefici di questi importanti successi, i centrocampisti Ara e Leone e il giovanissimo attaccante Rampini, classe 1891; pochi anni dopo i tre vennero convocati per le prime gare della Nazionale maggiore.

### 1909-10: lo spareggio burla con l'Inter
Nel 1909-10, campionato in cui si sperimentò per la prima volta un girone unico all'italiana, una Pro Vercelli che sembrava destinata a festeggiare la vittoria dello scudetto per la terza volta consecutiva, trovò una tenace rivale nell'Internazionale, neonata squadra milanese che chiuse al primo posto in classifica il torneo, a pari merito con i bianchi, rendendo necessaria la disputa di uno spareggio per assegnare il titolo.
Dopo aver ottenuto un primo rinvio a causa di un'amichevole (peraltro nemmeno disputata), i vercellesi chiesero nuovamente di rinviare lo sfida-scudetto, in quanto tre dei loro migliori giocatori erano impegnati in un torneo militare. L'Inter, tuttavia, si oppose, con la motivazione che un eventuale rinvio avrebbe fatto coincidere la partita con le proprie amichevoli. La Federcalcio, allora, essendo impegnata nell'organizzazione dei primi incontri della Nazionale, e ritenendo che la richiesta della Pro di posticipare lo spareggio-scudetto fosse una tattica per guadagnare tempo e recuperare i propri giocatori infortunati (vista la mancata partecipazione alla prima amichevole), non concesse la proroga. Il presidente Bozino rispose schierando, il 24 aprile, gli undicenni della Squadra Ragazzi, che persero 10-3 una partita già scritta.
La rivista ufficiale della FIGC, Foot-Ball, scrisse indignata nei confronti dei piemontesi:
(Cronaca dell'incontro riportata da Foot-Ball, rivista ufficiale della FIGC, trascritto in Chiesa, op. cit., pp. 26-30.)
Lo stesso giorno della partita la Pro Vercelli, su suggerimento di un socio del Milan, presentò ricorso alla Federazione per la presunta posizione irregolare del giocatore neroazzurro Ermanno Aebi, cittadino svizzero ma spacciato, secondo i vercellesi, dall'Inter per italiano: se il ricorso fosse stato accolto, l'Inter avrebbe perso a tavolino Inter-Torino del 3 aprile e lo stesso spareggio per il titolo e ciò avrebbe consegnato il titolo alla Pro. Il ricorso venne però respinto, con la motivazione che, pur essendo Aebi svizzero «è di nascita italiana e in Italia dimora dalla sua nascita - salvo una breve interruzione per causa di studio - ciò che gli permette di non cadere in incompatibilità col disposto degli articoli [del regolamento]».
Il 1º maggio la Federazione punì la Pro Vercelli, squalificando i suoi calciatori per l'intero anno 1910, oltre ad inibirli dalla Nazionale e a sanzionarli con una multa di 200 lire a testa, per aver fatto giocare la quarta squadra nonostante non potesse «subordinare le gare di campionato ad altre gare indette da società o da enti privati» e per avere «incitato i suoi giuocatori a beffarsi degli avversari, dando così nessun esempio di correttezza sportiva, né verso gli avversari, né verso i propri giuocatori». La condanna, tuttavia, venne in seguito ridotta.
I vercellesi si dovettero accontentare del titolo minore (e poi rimosso dagli albi d'oro federali) di "Campione italiano", che, secondo il regolamento dei campionati 1909-10, sarebbe spettato alla migliore classificata tra le squadre "pure italiane" (prive cioè di stranieri), mentre l'Inter vinse il titolo ben più importante di "Campione federale" in quanto prima assoluta.

### 1911-1913: tripletta di trionfi
Nonostante l'amarezza per il secondo posto, i bianchi seppero rifarsi nei tre anni successivi, quando conquistarono altri tre titoli consecutivi (1910-11, 1911-12, 1912-13), finendo per insidiare il primato del Genoa nell'albo d'oro. Inoltre, a Torino, il 1º maggio 1913, nell'amichevole Italia-Belgio (1-0) nove giocatori della Pro Vercelli furono schierati tra i titolari.

## Anni di transizione

### 1913-14: L'eliminazione subita ad opera del Casale
Nel campionato 1913-14 la Pro Vercelli campione in carica mancò clamorosamente, per un punto, l'accesso alla fase finale del torneo, sopraffatta dal Genoa e dall'emergente Casale, la cui storia è direttamente legata ai successi dei bianchi di quegli anni. Raffaele Jaffe, presidente della giovane società monferrina, guardava ai trionfi vercellesi con risentimento, principalmente per motivi di campanilismo: per questa ragione si era posto l'obiettivo d'insidiare i primati della Pro. Scelse per le divise della sua squadra il nero, in antitesi con le Bianche Casacche, e in pochi anni seppe allestire una potente squadra che, proprio in quell'anno, riuscì a strappare lo scudetto dalle maglie dei vercellesi. La rivalità tra i due club non sarebbe mai venuta meno, anche dopo la nascita e la crescita di altre importanti realtà sportiva nella zona del Piemonte Orientale, come Alessandria e Novara, che andarono a completare il cosiddetto quadrilatero piemontese che tanti talentuosi giocatori plasmò nel periodo tra le due guerre mondiali.

### 1915-1919: La sospensione bellica
Il passo falso di quell'anno segnò anche la stagione successiva e la Coppa Federale del 1916, disputata dopo lo scoppio della guerra, quando fu nuovamente il Casale a estromettere i bianchi dalla competizione.

## Il primo dopoguerra: gli ultimi scudetti

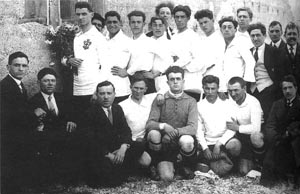
La Pro Vercelli nel 1921.

### 1920-21: il sesto scudetto
Dopo la prima guerra mondiale, la Pro Vercelli seppe riconfermarsi tra i più forti club italiani, lanciando Virginio Rosetta (perno della difesa della Juventus del Quinquennio d'Oro, nonché bronzo alle Olimpiadi di Amsterdam e campione del mondo a Roma nel 1934) e vincendo, nel 1920-21, il sesto scudetto, battendo nella finalissima il Pisa per 2-1.
Ottenuta la qualificazione alle semifinali nazionali, la Pro Vercelli, inserita nel Girone D, ebbe la meglio per un punto sulla sorpresa del torneo, la US Torinese: gli scontri diretti terminarono con una vittoria a testa (2-0 vercellese all'andata e vittoria della Torinese 3-0 al ritorno), ma fu la Pro Vercelli a chiudere in testa il girone a causa del passo falso della Torinese contro l'Inter (uno spettacolare 4-4 con la Torinese in vantaggio 4-3 fino a un minuto dal termine ma beffata in zona cesarini dal gol del pareggio neroazzurro). Va inoltre aggiunto che a minare la regolarità dei risultati del girone intervenne il ritiro dell'Inter nel girone di ritorno, che agevolò la Pro Vercelli a scapito della Torinese: Inter-Pro Vercelli si sarebbe dovuta disputare alla prima giornata, il 10 aprile, ma la partita fu sospesa a causa di incidenti (una rissa in campo punita gravemente dalla FIGC con pesanti squalifiche ai giocatori coinvolti) e rinviata alla fine del girone; tuttavia, i neroazzurri, dopo aver sconfitto il fanalino di coda del girone, la Bentegodi, e imposto il beffardo pari alla Torinese (4-4), decisero, all'inizio del girone di ritorno, di ritirarsi dal campionato, dando forfait per tutte le quattro partite rimanenti da disputare: ne conseguì che la Pro Vercelli ottenne due vittorie a tavolino contro un avversario ostico come l'Inter (campione d'Italia in carica), beffando così l'US Torinese, che perse un punto decisivo proprio contro i neroazzurri; e fu proprio quel punto perso contro l'Inter a fare la differenza e a permettere alla Pro Vercelli di staccare in classifica la Torinese.
Le finali si disputarono oramai in piena estate a luglio. E la Pro Vercelli, tra cui spiccavano giocatori della Nazionale come Guido Ara, ebbe buon gioco ad imporsi contro le sue inesperte avversarie. Nel primo turno delle finali travolse l'Alessandria per 4-0 in una partita caratterizzata da un gioco rude e violento: già sotto per 3-0 alla fine del primo tempo (reti di Rampini al 1º minuto, Gay e Rosetta), l'Alessandria subì un quarto gol nella ripresa (siglato da Gay) e, come se non bastasse, il suo giocatore Moretti si infortunò dopo un violento contrasto con Rampini nel tentativo disperato di impedirgli di segnare il gol del 5-0; in seguito a ciò, a 30 minuti dalla fine dell'incontro, l'Alessandria decise di ritirarsi dall'incontro, e il risultato di 4-0 fu omologato dalla FIGC.
 Nell'ultima e decisiva partita delle Finali, contro il Bologna (2-1), la Pro Vercelli si trovò invece subito in difficoltà di fronte all'elevato tasso tecnico della squadra emiliana: al 20° del primo tempo infatti il Bologna si portò in vantaggio con Alberti su assist di Pozzi, dominando per ampi tratti del primo tempo, e il gol del pareggio vercellese, siglato da Ardissone, giunse solo nella ripresa; poiché i tempi regolamentari terminarono sul risultato di 1-1, furono necessari i tempi supplementari, nei quali però nessuna delle due squadre riuscì a segnare; fu quindi necessario giocare "ad oltranza", ovvero disputare ulteriori tempi supplementari finché una delle due squadre non avrebbe segnato quello che oggi verrebbe definito un "golden goal"; nel corso dell'oltranza, il Bologna predominò per ampi tratti dell'incontro, prendendo d'assalto la porta avversaria, ma la Pro Vercelli, seppur in difficoltà, riuscì a difendersi bene e, in un'azione di contropiede, su rilancio di Rosetta, i vercellesi riuscirono a segnare il gol della vittoria siglato da Gay. Il Bologna protestò per una presunta posizione in fuorigioco del marcatore del gol decisivo, ma la folla invase il campo e l'arbitro convalidò il gol, ponendo fine alla partita, quando ormai era già buio.

Poco dopo l'incontro, vi fu un grave incidente: mentre un tram trasportava il pubblico verso la stazione, vennero sparati contro la vettura dei colpi di rivoltella, che ferirono alcune persone; «Fascisti!», fu urlato alla vettura; «No, Footballers!», fu risposto, e gli sparatori si eclissarono. Grazie a questa vittoria, i bianchi leoni accedettero alla finalissima contro il sorprendente e dinamico Pisa (campione centro-sud) che si giocò il 24 luglio 1921.
Non fu affatto facile per la Pro battere i toscani, nonostante questi fossero stati ridotti in dieci già dai primi minuti dall'infortunio di Gnerucci dovuto a un fallo del vercellese Rampini, non punito con l'espulsione nonostante le proteste toscane. Nonostante la superiorità numerica, la Pro Vercelli, pur attaccando, segnò nel primo tempo solo un gol, anche grazie alle impeccabili parate del portiere del Pisa Giani, il migliore in campo, la cui prestazione venne lodata dalle cronache dell'epoca in quanto sventò numerose palle gol create dai vercellesi: secondo La Stampa, se ci fosse stato un portiere diverso da Giani, la Pro Vercelli avrebbe potuto segnare chissà quanti gol. Nel primo minuto della ripresa il Pisa pareggiò su rigore, ma la Pro ritrovò poco dopo il vantaggio con una rete contestata dai giocatori pisani, che sostenevano che il gol fosse irregolare per un fuorigioco. L'arbitro Olivari espulse per proteste un altro giocatore del Pisa, riducendolo in nove uomini. Sfruttando la doppia superiorità numerica, la Pro Vercelli riuscì a mantenere il vantaggio e vinse per 2-1. Il Pisa protestò sia per la scelta di Torino (molto più vicina a Vercelli che a Pisa) come "campo neutro", sia per l'arbitraggio (ritenuto dai pisani di parte e favorevole alla Pro Vercelli, a causa della mancata espulsione di Rampini, del gol vercellese in off-side e per l'espulsione di un giocatore del Pisa per proteste), e chiese la ripetizione della finalissima, ma la federazione respinse tale reclamo e il titolo di "Campioni d'Italia" andò alla Pro Vercelli.

### 1921-22: il settimo scudetto
L'anno dopo, il 1922, fu l'anno della scissione all'interno della Federazione, spaccata dalle proteste dei piccoli club, che si sentivano poco tutelati. I bianchi seppero comunque aggiudicarsi il settimo scudetto con la vittoria del Campionato C.C.I.; fondamentali furono le vittorie nella finale di Lega a Genova, il 14 maggio 1922, e nella doppia finale Nazionale contro la Fortitudo Pro Roma. All'apice della sua popolarità, la Pro Vercelli fu invitata in Brasile per una serie di amichevoli e fu l'unica squadra a non essere battuta in occasione della tournée italiana del Liverpool.

## L'inizio del declino
Quello del 1922 rimase l'ultimo scudetto per la mitica Pro: con la crescita dei team di Torino e Milano e del Bologna e la diffusione del professionismo (destò clamore, nel 1923, il passaggio di Rosetta alla Juventus per le cifre offerte al giocatore da Edoardo Agnelli), le casacche bianche, saldamente legate ai valori dello sport dilettantistico, persero quotazioni, così come accadde lentamente a tutte le squadre appartenenti a quel grande laboratorio di talenti che era il "quadrilatero piemontese".

### 1922-23: La finale persa contro il Genoa

Le squadre di Savoia (in maglia scura) e Pro Vercelli in una amichevole del 23 settembre 1922 giocata a Torre Annunziata

Il campionato 1922-23 cominciò con un inizio assai stentato: al termine del girone di andata la Pro Vercelli era quarta con cinque lunghezze di svantaggio sulla capolista, la sorpresa Sampierdarenese. Tuttavia, un netto calo della Sampierdarenese nel girone di ritorno permise alla Pro dapprima di avvicinarsi alla vetta e poi raggiungerla, alla sedicesima giornata (su 22). Nelle ultime giornate riuscì ad aumentare il divario sul Torino a quattro lunghezze e sulla Sampierdarenese a otto lunghezze, vincendo con ampio margine il girone e qualificandosi al girone finale a tre squadre, dove affrontò Genoa e Padova.
Il primo appuntamento clou si svolse a Vercelli, dove i campioni in carica vennero raggiunti dai rossoblu nel secondo tempo con un gol di Catto su cross di Santamaria. Nella seconda giornata il Genoa sconfisse abbastanza agevolmente il Padova, salendo a quota tre punti. Ma la grande sorpresa, e la fortuna per i Grifoni, si manifestò allorché, tra lo stupore generale, l'arrembante Padova batté nettamente i bianchi Leoni. Poiché la settimana precedente gli euganei avevano perso a Marassi la partita con il Genoa, la strada per i liguri parve spianata.
Fu a questo punto che la gara di Marassi del 24 giugno tra Grifoni e bianchi Leoni assunse de facto il ruolo di finale per il titolo: in uno stadio gremito da più di diecimila spettatori, una rete di Sardi portò il Genoa alla vittoria della partita ed escluse la Pro Vercelli dalla lotta per il titolo. Rimaneva teoricamente ancora in corsa il Padova, che tuttavia perse le rimanenti due partite, prima contro il Genoa e poi contro la Pro Vercelli, chiudendo terzo.

### 1923-24: I casi Gay e Rosetta

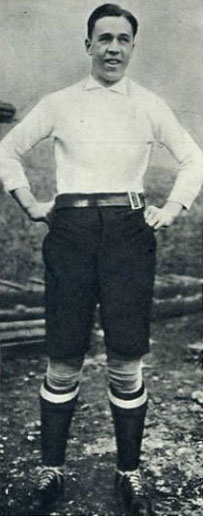
Il terzino Virginio Rosetta, al centro del processo sportivo che favorì la corsa allo scudetto del Genoa ai danni della Juventus.

Nell'estate 1923 la Pro Vercelli si trovava in difficoltà economiche gettando nello scontento i suoi giocatori, che pretendevano sempre più compensi economici. La Pro Vercelli, legata al puro dilettantismo, non usava pagare stipendi ai giocatori. Sebbene la pratica di retribuire gli atleti fosse di sottobanco molto diffusa, gli statuti federali ancora vietavano il professionismo. Di fronte al malcontento dei giocatori, la dirigenza della Pro Vercelli, rappresentata dal presidente Luigi Bozino, scrisse una lettera ad ognuno dei suoi giocatori, invitandoli ad andarsene se non la sentivano più di giocare con la Pro Vercelli senza essere retribuiti: due giocatori della Pro, Virginio Rosetta e Gustavo Gay, risposero alla lettera con una lettera di dimissioni, che venne accettata dalla società vercellese il 4 settembre.
In attesa di trovare una nuova società, i due vennero messi "fuori rosa". Gay fu contattato dal Milan, che gli propose un lauto contratto di giocatore. Gay si appellò quindi alla Federazione per essere iscritto nelle liste di trasferimento in modo da permettere al Milan di acquistarlo. Per cambiare squadra, all'epoca, bisognava però risiedere nella città di appartenenza della squadra nuova, e Gay era residente a Vercelli da diversi anni, per cui, non risiedendo a Milano, non poteva giocare nel Milan. Nonostante ciò, grazie anche al fatto che il presidente della Lega Nord era Ulisse Baruffini, dirigente del Milan e dunque in conflitto di interessi, oltre al fatto che un certificato dell'azienda Richard Ginori attestava che Gay era dipendente della suddetta azienda e risiedeva a Milano già da due anni, fece sì che la Lega Nord approvò il passaggio di Gay al Milan.
Il 23 e il 30 settembre la Juventus giocò due amichevoli con la Pro Vercelli, dapprima a Vercelli e poi a Torino: notando che la Pro non schierò in campo Gay e Rosetta, il dirigente bianconero Piero Monateri chiese spiegazioni alla Pro Vercelli e la società vercellese rispose che i due erano fuori rosa e che erano liberi di trasferirsi in un'altra squadra. Saputolo, la Juventus promise un lauto ingaggio a Rosetta per convincerlo a vestire la maglia bianconera: la Juventus, comunque prima di ottenere il via libera al trasferimento di Rosetta, decise di aspettare gli sviluppi del caso Gay. Il 24 ottobre 1923 la Lega Nord diede il permesso a Gay di poter cambiare squadra e dunque passare al Milan, suscitando lo sdegno del presidente della Pro Vercelli Bozino che si lamentò dello "scippo" del giocatore (del quale, incoerentemente, aveva tuttavia accettato le dimissioni) anche sulle pagine della Gazzetta dello Sport.
Nonostante la contrarietà della Lega Nord al trasferimento di Rosetta alla Juventus, in seguito all'autorizzazione del consiglio federale al trasferimento del giocatore vercellese alla società bianconera, la Juventus cominciò a schierare in campo Rosetta: ne seguì un braccio di ferro tra la FIGC e la Lega Nord, con la Lega Nord che assegnava perse a tavolino tutte le partite in cui la Juventus schierava Rosetta e la FIGC che accoglieva i ricorsi della Juventus, ripristinando i risultati sul campo. Da questo pasticcio giuridico se ne uscì solo a febbraio 1924, allorché la Lega Nord ebbe la meglio sul Consiglio Federale e squalificò Rosetta, facendo perdere a tavolino tre partite vinte dai bianconeri ed escludendoli dalla lotta per il titolo.
Nel frattempo la Pro Vercelli chiuse al terzo posto il girone, a sole tre lunghezze dal Bologna capolista: a tagliare dalla corsa al titolo della Pro fu lo scontro diretto alla ventesima giornata, nel quale il Bologna riuscì ad espugnare il campo della Pro Vercelli, inviolato da anni ormai, allungando il vantaggio sui vercellesi a quattro lunghezze quando mancavano ormai solo due giornate.

## 1929-1935: In Serie A

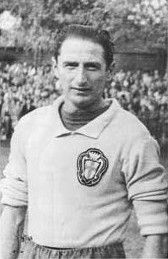
Silvio Piola con la maglia della Pro Vercelli.

Chiudendo al quinto posto in classifica il campionato 1928-29, i bianchi ottennero la possibilità di giocare la prima edizione della Serie A (stagione 1929-30). Nel 1929 la Pro Vercelli lasciò il suo primo stadio, il "Foro Boario", per il nuovo impianto di via Massaua, intitolato inizialmente all'aviatore Leonida Robbiano.
Fu nei primi anni trenta che esplose il talento del giovane Silvio Piola, prodigioso attaccante che resse le sorti della squadra per cinque stagioni e che fu dirottato alla Lazio nel 1934. Senza più il suo goleador, la Pro Vercelli perse il suo smalto e il suo mito crollò definitivamente. Al termine del campionato 1934-35 i piemontesi retrocessero tra i cadetti, lasciando la Serie A. A Piola fu intitolato lo stadio "Robbiano" nel 1996, dopo la sua morte.

## La Serie B e il secondo dopoguerra
Una volta caduta in Serie B la Pro Vercelli non fu in grado di combattere per riacquisire un posto in massima serie. Già al termine della stagione 1936-37 si ritrovò coinvolta nella lotta per non retrocedere in Serie C, da cui uscì indenne solamente dopo una lunga serie di spareggi con Messina, Venezia e Catania. Dopo diverse stagioni di permanenza a centro-classifica, nel 1940-41 la squadra concluse all'ultimo posto il campionato e crollò in terza serie, categoria dalla quale risalì solamente nel dopoguerra per la riforma del campionato cadetto. Dopo due buoni campionati (1945-46 e 1946-47), però, la Pro Vercelli fece parte del grande numero di squadre destinate a comporre la Serie C al termine del difficile campionato 1947-48: la Pro non fece ritorno in B fino al 2012.
Già al termine della stagione 1949-50, dopo uno spareggio perso a Legnano contro il Luino retrocesse in Promozione Interregionale, salvo poi salvarsi per un ripescaggio. La caduta in IV serie fu però rinviata di soli due anni, e nel 1951-52, in seguito al tentativo della F.I.G.C. di fare anche della Serie C un campionato a girone unico, i vercellesi retrocessero in IV Serie. Nel 1954-55 il primo posto nel girone portò i bianchi a disputare le finali interregionali, dove furono estromessi, però, al primo turno dal Vigevano. Fu nel 1956-57 che i bianchi ottennero la promozione in terza serie; l'esperienza durò cinque stagioni: fu un nuovo spareggio, questa volta a Novara contro il Saronno, a sancire il ritorno in Serie D della Pro Vercelli, che nel 1965 cadde anche in Prima Categoria e nel 1967 fu omaggiata della Stella al merito sportivo CONI.

## Gli anni Settanta e Ottanta

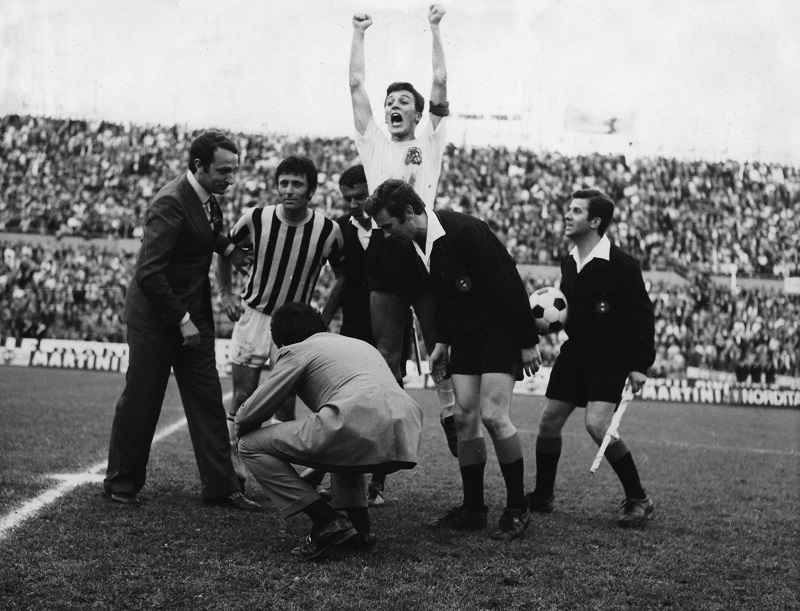
Bruno Rossi esulta dopo il lancio della monetina che fece tornare la Pro Vercelli in serie C.

Nella stagione 1970-71 la Pro Vercelli diede il via ad un emozionante duello per la promozione con la Biellese; le due squadre conclusero appaiate al primo posto il campionato e furono costrette a disputare ben due spareggi, uno a Novara (Vecchio campo di calcio) e l'altro a Torino (Stadio Comunale). Le due vibranti gare, che si conclusero sul 4-4 e sul 2-2, non diedero però un responso e solo il lancio di una moneta sancì il passaggio dei vercellesi in Serie C.
L'anno successivo i bianchi si salvarono grazie alla migliore differenza reti nei confronti del Treviso; nel 1975-76 chiusero il campionato al terzo posto in classifica, anche se fu un potentissimo Monza a beneficiare della promozione. Nel 1977-78 la riforma del campionato di Serie C vide i bianchi assegnati alla Serie C2 per un solo punto nei confronti di Alessandria e Padova. Inopinatamente, le Casacche Bianche retrocessero l'anno dopo in Serie D, dopo uno spareggio perso con il Legnano. Solo nel 1983-84, dopo un ennesimo spareggio con la Cairese, la Pro Vercelli risalì dall'Interregionale.

## Dal 1990 agli anni 2000
Nel 1990 la Pro Vercelli, guidata dall'allenatore Giuliano Zoratti e dal giovane attaccante Roberto Murgita disputò un ottimo campionato; con il Siena già promosso, erano i bianchi e il Pavia a contendersi l'altra promozione, ritrovatesi appaiate a un turno dalla fine. Ma se il team lombardo, il 3 giugno, riuscì a espugnare di misura il campo della Sarzanese, la Pro Vercelli, che pure vantava la migliore difesa del campionato, crollò clamorosamente a Pontedera, dove i pericolanti padroni di casa vinsero per 6-1. Fu il primo capitolo di un'estate drammatica per il calcio vercellese: la squadra non fu infatti iscritta al successivo campionato per il mancato pagamento di una fidejussione. L'esclusione dal campionato di Serie C2 portò al ripescaggio del Novara, che frattanto aveva perso lo spareggio salvezza proprio con il Pontedera e sembrava destinato per la prima volta a retrocedere nelle categorie dilettantistiche; le Casacche Bianche, dopo aver rischiato la radiazione, riuscirono a iscriversi al campionato di Promozione.
Nel 1994, dopo una difficile risalita, la Pro Vercelli ottenne la Serie C2, vincendo anche lo Scudetto Dilettanti nella doppia finale contro il Giulianova. Da quel momento la squadra è diventata una presenza fissa in C2, partecipando ai Play-off per la promozione in due occasioni (1994-95 e 2000-01) e, più recentemente, evitando la retrocessione in due casi ai Play-out (2002-03 e 2004-05) e, al termine della stagione 2003-04, grazie a un ripescaggio.
In occasione del centenario della conquista del primo scudetto nel 1908, tra l'8 e il 15 settembre 2008 sono stati organizzati una serie di eventi che hanno coinvolto sia la squadra, con tornei giovanili e un'amichevole con il Torino, sia la città, con workshop, mostre, e con l'esposizione della Coppa del Mondo 2006.

## Il derby con la Pro Belvedere e la denominazione in FC Pro Vercelli 1892
La stagione 2009-2010 è stata la sedicesima consecutiva disputata dalla Pro Vercelli in C2/Seconda Divisione (record assoluto di partecipazioni consecutive). In questa stagione inoltre si è disputato per la prima volta il derby con la neopromossa Pro Belvedere Vercelli . Le due squadre si sono divise la posta: all'andata la Pro Vercelli ha battuto la Pro Belvedere per 1-0, ma nel girone di ritorno lo storico sodalizio bianco ha subito una amara sconfitta con il medesimo punteggio.
Dopo anni di precaria situazione economica, la squadra pare aver raggiunto una certa stabilità che le ha garantito buone prestazioni, anche sul campo, nel campionato 2006-07 e nel campionato 2007-08. Il 30 giugno 2010 l'iscrizione alla Lega Pro Seconda Divisione viene assicurata solo grazie a una raccolta di fondi effettuata dalle forze imprenditoriali cittadine, che racimolano i 140 000 Euro necessari. Il probabile ripescaggio della Pro Belvedere Vercelli, in condizioni economiche floride, sembra aprire la strada al Derby di Vercelli anche nel 2010/2011, anche se alcune voci parlano di una possibile futura unione di forze tra le due squadre, con tanto di colori sociali rinnovati. Ma il 16 luglio 2010 la società viene esclusa dalla Lega Pro. Dopo una settimana esatta dall'esclusione, in Comune comincia un tavolo tecnico tra dirigenti della Belvedere e della vecchia Pro per salvare la storica casacca bianca e i suoi sette scudetti. Le autorità comunali assegnano il marchio storico alla dirigenza della Pro Belvedere Vercelli. Massimo Secondo, presidente della Pro Belvedere, s'impegna a ridenominare la sua società Pro Vercelli, non appena ottenuta l'autorizzazione della FIGC ed invita, pertanto, i ragazzi (con i genitori) del Settore Giovanile, vera risorsa della società, affinché sappiano “attendere” con pazienza e senza ansia gli sviluppi della vicenda..
Il 4 agosto 2010 avviene la definitiva esclusione dalla Lega Pro ed il successivo 6 agosto il club viene ridenominato Unione Sportiva Vercelli Calcio, per permettere alla Pro Belvedere Vercelli di chiamarsi FC Pro Vercelli 1892 e di continuare la sua gloriosa storia ultracentenaria.
La società costruisce una squadra piuttosto giovane, ma forte, per ambire subito alla promozione in Prima Divisione, tenendo solo due giocatori delle due vecchie società: il difensore Claudio Labriola della Pro Vercelli e il terzino Stefano Murante della Pro Belvedere Vercelli; la panchina viene affidata a Maurizio Braghin, ex allenatore del Rodengo Saiano, che aveva già allenato la Pro dal 2000 al 2003.
Il debutto della nuova società avviene l'8 agosto, quando in amichevole batte 2-0 il Piacenza, militante in Serie B. In Coppa Italia Lega Pro 2010-2011 sfiora le semifinali, venendo eliminata alla fase a gironi a tre squadre, finendo prima a pari punti col Pisa; passa però la squadra toscana, grazie a una rete in più segnata nel girone.
In campionato nel girone d'andata la Pro Vercelli parte subito alla grande, ma nel girone di ritorno la squadra accusa un calo di prestazioni, ottenendo solo tre vittorie e undici pareggi e arrivando addirittura a perdere in casa con il fanalino di coda Mezzocorona per 0-3, retrocesso la domenica successiva. Il campionato viene vinto dalla neo-promossa Tritium, mentre la Pro chiude il campionato al terzo posto con 52 punti. Nei play-off affronta la Pro Patria, quarta classificata. L'andata a Busto Arsizio vede le bianche casacche soccombere per 5 reti a 2. Al ritorno la Pro Vercelli gioca una splendida gara, cercando di rimontare il risultato dell'andata, ma riesce a vincere solo per 2-0 e per un gol viene eliminata.

## Il ritorno in Serie B dopo 64 anni
Il 4 agosto 2011 la Pro Vercelli ottiene il ripescaggio in Prima Divisione (cui parteciperà per la prima volta, anche considerando i campionati con la precedente denominazione di Serie C1), grazie ai 5 posti lasciati liberi da Atletico Roma, Ravenna, Salernitana, Lucchese e Gela. Un successo che riporta la squadra e la città, dopo 33 lunghi anni tra C2 e dilettanti, nella categoria superiore. L'intelaiatura della squadra rimane quella della stagione precedente, con l'inserimento di numerosi giovani e qualche rinforzo per reparto.
Nonostante manchi da parecchio tempo dalla terza serie nazionale, la Pro disputa un campionato di vertice, chiudendo la stagione regolare al quinto posto e qualificandosi per i play-off che vince il 10 giugno 2012, in finale contro il Carpi Calcio (0-0; 3-1), dopo aver eliminato il Taranto in semifinale, conquistando la Serie B dopo ben 64 anni dalla sua ultima apparizione.
Il campionato di Serie B tuttavia risulta molto complicato infatti la i bianchi giocano il campionato costantemente nella zona retrocessione. La Pro Vercelli chiude al penultimo posto e retrocede in Lega Pro.

## La transizione in Lega Pro Prima Divisione e l'immediato ritorno in Serie B
La permanenza in Terza serie è di breve durata: nel campionato 2013-2014 la Pro lotta per tutto il torneo con la Virtus Entella per il primo posto che significa promozione diretta in Serie B tuttavia la Virtus ha la meglio e i bianchi arrivano secondi. Così nei playoff la Pro Vercelli arriva fino in finale dove vince contro il Südtirol e torna in Serie B. Dopo essere così tornati in serie B i bianchi, dalla stagione 2014-2015, mantengono la partecipazione nella serie cadetta ottenendo tranquillamente tre salvezze consecutive.